# 周定礽
周定礽（？—1646年），字雲翼、一字雲奕，號雪笠，江西南昌府南昌縣人，明末政治人物。

## 生平
崇禎六年（1633年）癸酉科舉人，崇禎十六年（1643年）癸未科進士。南明弘光帝時，官刑部主事。清軍入江西，周定礽與萬文英、胡奇偉、胡甲桂舉兵保衛廣信，隆武帝授都察院右僉都御史，巡撫江西。城破身死。清乾隆四十一年，追諡節愍。

## 著作
有《騷酒剩言》、《小樓記》。
- 《周定礽鉛山絕命血書》

我生平激烈無他長惟以忠孝自許亦以勸人湖東之命二月二十五大司馬促我就道且云信州虛無人孤城岌岌之甚二十九領敕書關防辭朝兼程而進至崇安復值道梗我乃飛章上聞不及候旨覓便出關晝夜行達鉛山縣同事者戒以無至信州謂府城久虚勢且不保我念朝廷命守此上□日馳至府至則城中一二有司相對愁惨面無人色居民逃亡終日不聞雞犬聲占城中炊煙以為慶我諭以勉力苦守招撫流亡數日居民返十之六七及安貴告警我乃星夜赴之廿四日至河日諸軍半老弱持戈負糧慘然無生氣我身又未攜金帛不能號召鄉里烏合之徒至弋陽則敵已抵河口倉卒收兵入府城議兵議餉了無善策而敵已迫城下矣一時文武官各鳥獸散唯湖東道胡琦我二人從容守土不敢棄去既被執以我不跪見笞至白至今血肉淋漓然私喜死得其所伹恨我一生讀書嘗思為國家出力一圖成效今乃負國至此誠知徒死無益唯恥我朝士大夫受國家三百年養士之恩乃半作逋逃我若偷生誠無以見高皇帝於地下然為此云云者非欲以一死沽忠臣名試思他日即名書青史於我何益但欲我子孫知我此志故嚙指出血以示汝輩並書絕命詞一首於壁後之賢者庶有以哀予志焉。詞曰：
東南半壁已難存，萬里孤臣涕淚吞。
一死愧無恢復策，三生空有國殤魂。
荒涼社屋憑天意，局促危城負聖恩。
此去從亡九泉外，憑他麥飯弔江邨。
丙戌四月二十六日鉛山守土臣周定礽書